# Wojnarowicz: F--k You F-ggot F--ker
Wojnarowicz: F--k You F-ggot F--ker (auch kurz Wojnarowicz) ist ein Dokumentarfilm von Chris McKim, der im November 2020 bei der virtuellen Ausgabe von DOC NYC erstmals vorgestellt wurde und seit 19. März 2021 in den USA verfügbar ist. Es handelt sich um eine Filmbiografie über den US-amerikanischen Künstler, Filmemacher und AIDS-Aktivisten David Wojnarowicz und verwendet auch in größerem Umfang dessen Selbstdokumentation über sein Werk.

## Inhalt
Mitte der 1970er Jahre hatte sich die Kunstwelt von New York um SoHo herum angesiedelt, während die lebendige Musik- und Kulturszene der Lower East Side und im East Village gegen das Establishment kämpfte. Während der Reagan-Regierung wurden die Arbeiten der Künstler als Reaktion auf den neuen Autoritarismus und die soziale Ungleichheit politischer. Unter den Künstlern, die sich aus der Graffiti-Welle entwickelt haben, wurde David Wojnarowicz zwar nicht die gleiche Aufmerksamkeit wie Künstlern wie Keith Haring oder Jean-Michel Basquiat zuteil, doch machte er sich als Zeichner und mit seinen Schablonenarbeiten in New York durchaus einen Namen. Nach einer kurzen Einführung in die Arbeit Wojnarowicz' und dessen Aktivismus, gewährt der Film in chronologischer Reihenfolge einen Einblick in sein Leben. Man erfährt, dass seine Zeit auf der Straße Wojnarowicz fast umbrachte und er angefangen hatte, Kunst zu machen, um diesen traumatischen Erlebnissen Ausdruck zu verleihen.

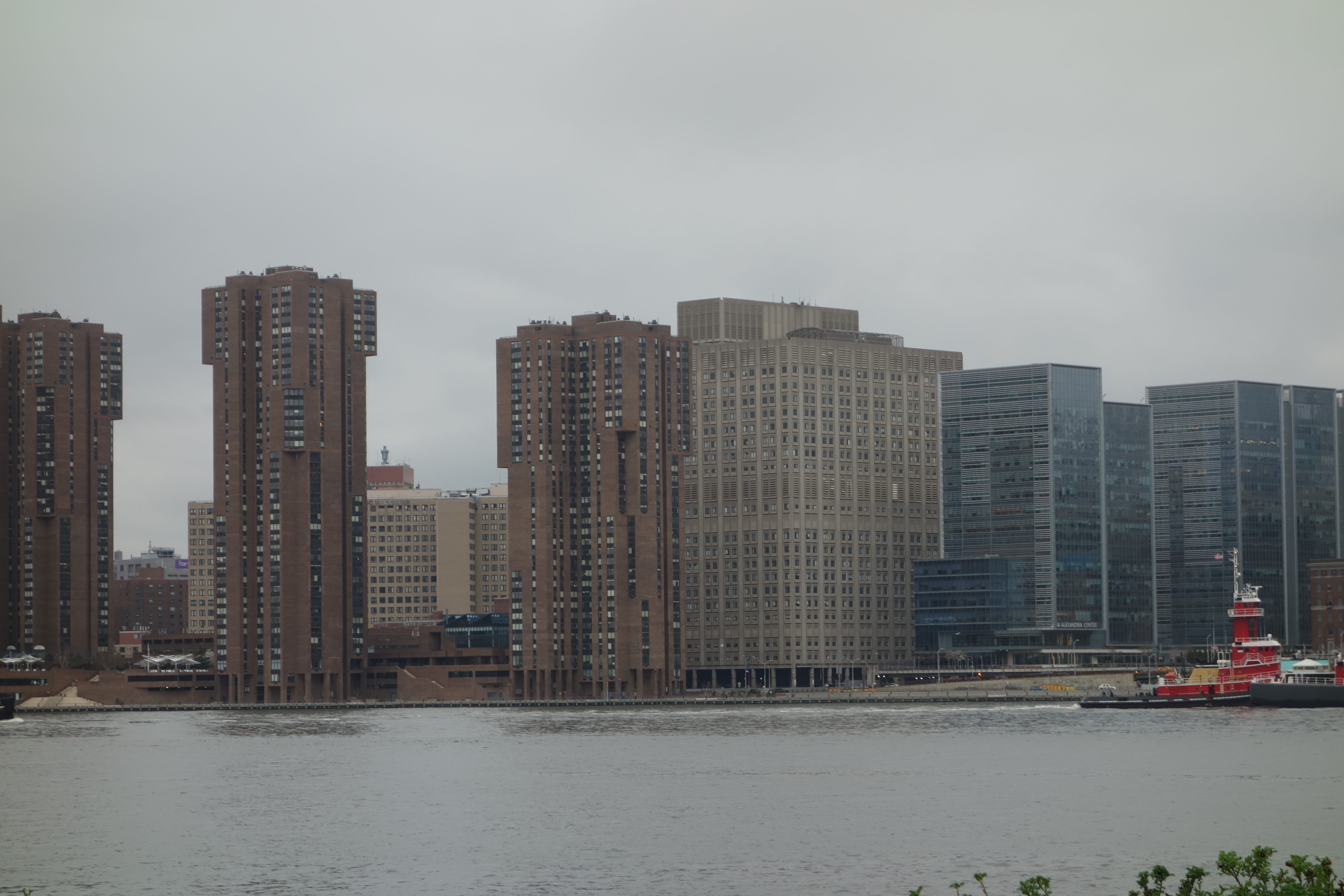
Auch während seines Aufenthalts im Bellevue Hospital war David Wojnarowicz künstlerisch aktiv

Der Regisseur Chris McKim hatte für den Film Zugriff auf außergewöhnliches Archivmaterial. So standen ihm neben Wojnarowicz' Zeitschriften, Kassetten, Fotografien und Super-8-Filmen auch eine Fülle von Anrufbeantworternachrichten und andere aufgezeichnete Gespräche zur Verfügung. Ausschnitte aus Heimvideos und Fotos sowie Kommentare seiner Geschwister skizzieren Wojnarowicz' schwierige Kindheit mit einem gewalttätigen Vater in New Jersey. Seine Mutter ging mit ihnen nach Hell’s Kitchen in New York, als David elf Jahre alt war. Er aber lief häufig weg, kam anderswo unter und verdiente sich als Teenager das Geld auf der Straße.
Der Film verwendet auch Aufnahmen, die Wojnarowicz im Jahr 1989 machte, auf dem Höhepunkt der AIDS-Epidemie. Damals war sein langjähriger Freund, Liebhaber und Mentor Peter Hujar gestorben und Wojnarowicz selbst positiv auf HIV getestet worden. Er spricht in den Aufnahmen davon, wie es sich als schwuler Mann mit AIDS jedoch ohne Krankenversicherung lebt und welchen Angriffen sich queere Kunst zu jener Zeit ausgesetzt sieht.
Das titelgebende Werk fand McKim in der Sammlung von Wojnarowicz' Zeichnungen aus seiner Zeit im Bellevue Hospital. Dabei handelt es sich um ein gekritzeltes, scheinbar homophobes Graffiti mit einem Titel, nach dem er auch eine Collage aus Fotomalereien benannte, die Wojnarowicz 1984 für damals 3.000 US-Dollar verkaufte.
Nachdem sich seine körperliche und geistige Gesundheit verschlechterte, starb Wojnarowicz am 22. Juli 1992 im Alter von 37 Jahren in New York an den Folgen von AIDS. Fast bis zum Ende war er künstlerisch aktiv geblieben. Sein letztes Buch Memories That Smell Like Gasoline wurde postum 1993 mit dem Lambda Literary Award ausgezeichnet.

## Produktion
Regie führte Chris McKim, der gemeinsam mit Fenton Bailey und Randy Barbato zudem den Film produzierte. Die von McKim für seinen Film verwendete Selbstdokumentation Wojnarowicz' war auch ein wesentlicher Bestandteil der Arbeit des Künstlers.
Die im Film verwendete Musik stammt von der New Yorker Band 3 Teens Kill 4, bei der David Wojnarowicz mitwirkte. Am 19. März 2021 veröffentlichte World of Wonder Records das Soundtrack-Album mit insgesamt 13 Musikstücken als Download.
Nach einer geplanten Premiere im April 2020 beim Tribeca Film Festival erfolgte die erste Vorstellung schließlich Mitte November 2020 bei der virtuellen Ausgabe von DOC NYC. Seit 19. März 2021 ist der Film in den USA in virtueller Form verfügbar. Im April 2021 wurde er beim Seattle International Film Festival gezeigt, im August 2021 beim Melbourne International Film Festival. Mitte Oktober 2021 sind Vorstellungen beim Film Fest Gent geplant.

## Rezeption

### Kritiken
Der Film wurde von 97 Prozent aller bei Rotten Tomatoes erfassten Kritiker positiv bewertet und erhielt auf Metacritic einen Metascore von 90 von 100 möglichen Punkten.
Pat Mullen, Herausgeber des Point of View Magazine, schreibt, trotz der Qualität des für den Film verwendeten, in die Jahre gekommenen Materials, was bei allem, das in den 1980er Jahren produziert wurde, vielleicht unvermeidlich ist, bleibe David Wojnarowicz' Werk kraftvoll, weil dessen Wesen zeitlos ist und Politik und Kunst in diesem nicht getrennt sind. So zeige auch der Film, wie Wojnarowicz' Arbeit der New Yorker Kunstszene eine unverfroren seltsame Stimme verliehen hat und er auf dem Höhepunkt der AIDS-Krise zu einer Ikone für eine Gemeinschaft schwuler Amerikaner wurde. Dass die Menschen, die Chris McKim interviewte, nicht zu sehen sind, sondern nur deren Stimmen zu hören, mögen einige Zuschauer desorientieren, andere könnten dies aber mögen. So könne sich der Film auf visueller Ebene ganz der Kunst von Wojnarowicz widmen, dessen Stimme buchstäblich und im übertragenen Sinne jeden Frame des Films durchdringe.
Der Film befindet sich in einer Shortlist der International Documentary Association für die IDA-Awards. Zudem wurde Wojnarowicz von den Machern für eine Oscar-Nominierung in der Kategorie Best Documentary Feature eingereicht.

### Auszeichnungen
Dorian Awards 2022
- Nominierung als Best LGBTQ Documentary[13]